# Troglocobitis starostini
Troglocobitis
Espèce
Espèce
Statut de conservation UICN

 VU  : Vulnérable
Troglocobitis starostini, unique représentant du genre Troglocobitis, est une espèce de poissons d'eau douce cavernicoles de la famille des Nemacheilidae (ordre des Cypriniformes). 

## Répartition
Troglocobitis starostini est endémique du Turkménistan et classée « Vulnérable » sur la liste rouge de l’UICN.

## Description
L'holotype de Troglocobitis starostini mesure 49,5 mm, queue non comprise.

## Classification
Le nom valide complet (avec auteur) de ce taxon est Troglocobitis starostini (Parin (d), 1983).
L'espèce a été initialement classée dans le genre Nemacheilus sous le protonyme Nemacheilus starostini Parin, 1983.
Troglocobitis starostini a pour synonymes :
- Nemacheilus starostini Parin, 1983 (protonyme)
- Noemacheilus starostini Parin, 1983 (graphie incorrecte)

## Étymologie
Le nom générique, Troglocobitis, composé du grec ancien τρώγλη, trốglê, « caverne », et du genre Cobitis, fait référence à la vie cavernicole de ces espèces de loches. 
L'épithète spécifique, starostini, a été donnée en l'honneur de l'hydrobiologiste I. V. Starostin qui a étudié les eaux souterraines du Turkmenistan où cette espèce est endémique.

## Publication originale
- (ru + en) N. V. Parin, « Noemacheilus (Troglocobitis) starostini sp. n. (Osteichthyes, Cobitidae), a new blind fish from subterraneous waters of Kugitangtau (Turkmenia) », Zoologicheskii Zhurnal, Russie, vol. 62, no 1,‎ 1983, p. 83-89 (ISSN 0044-5134).